# Aujargues
Aujargues is een gemeente in het Franse departement Gard (regio Occitanie) en telt 764 inwoners (2004). De plaats maakt deel uit van het arrondissement Nîmes.

## Geografie
De oppervlakte van Aujargues bedraagt 6,9 km², de bevolkingsdichtheid is 110,7 inwoners per km².

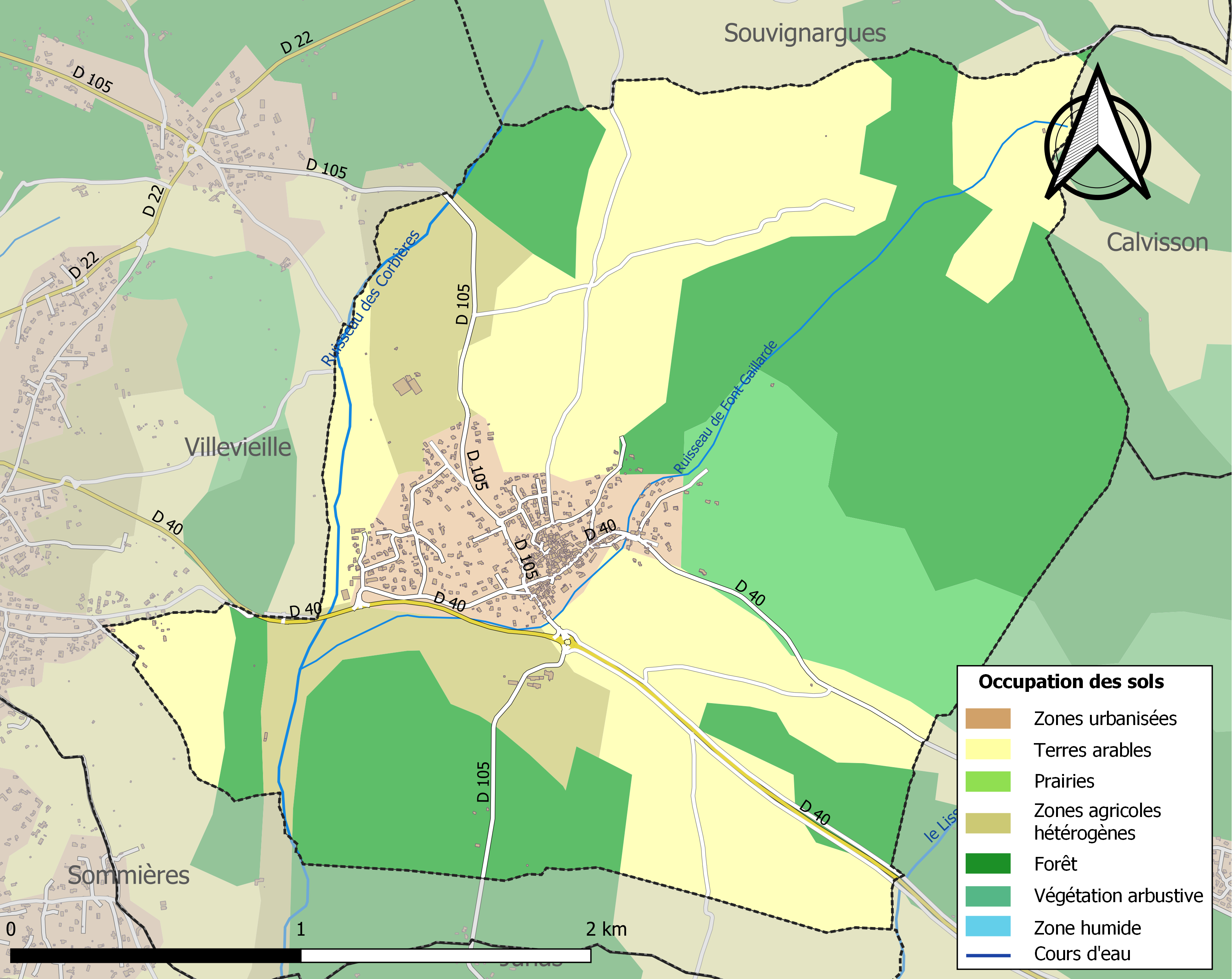
Kaart van de gemeente met de belangrijkste infrastructuur, bodemgebruik en omliggende gemeenten

## Demografie
Onderstaande figuur toont het verloop van het inwonertal (bron: INSEE-tellingen).